# DPDgroup

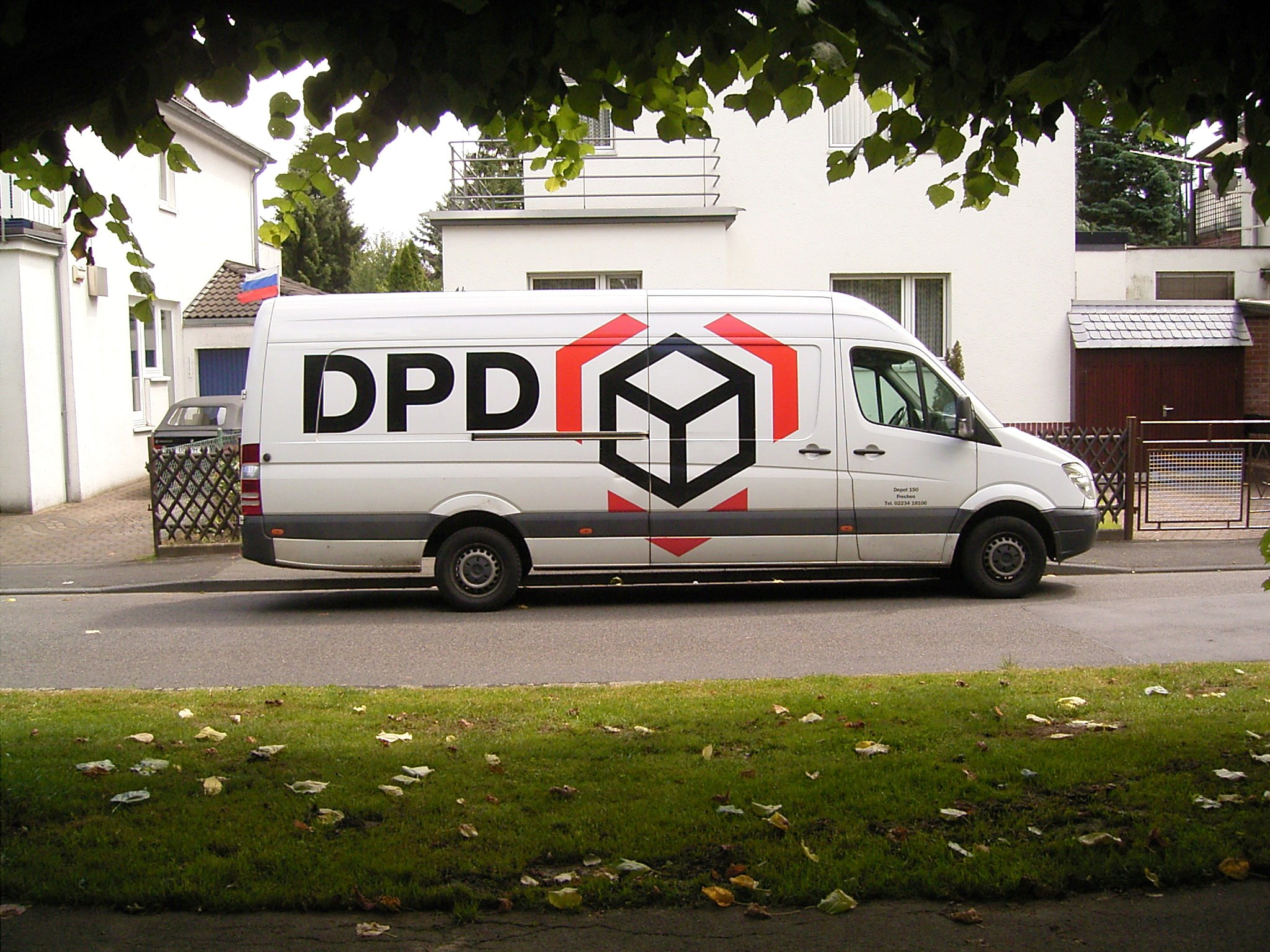
DPD-teherautó a cég logójával

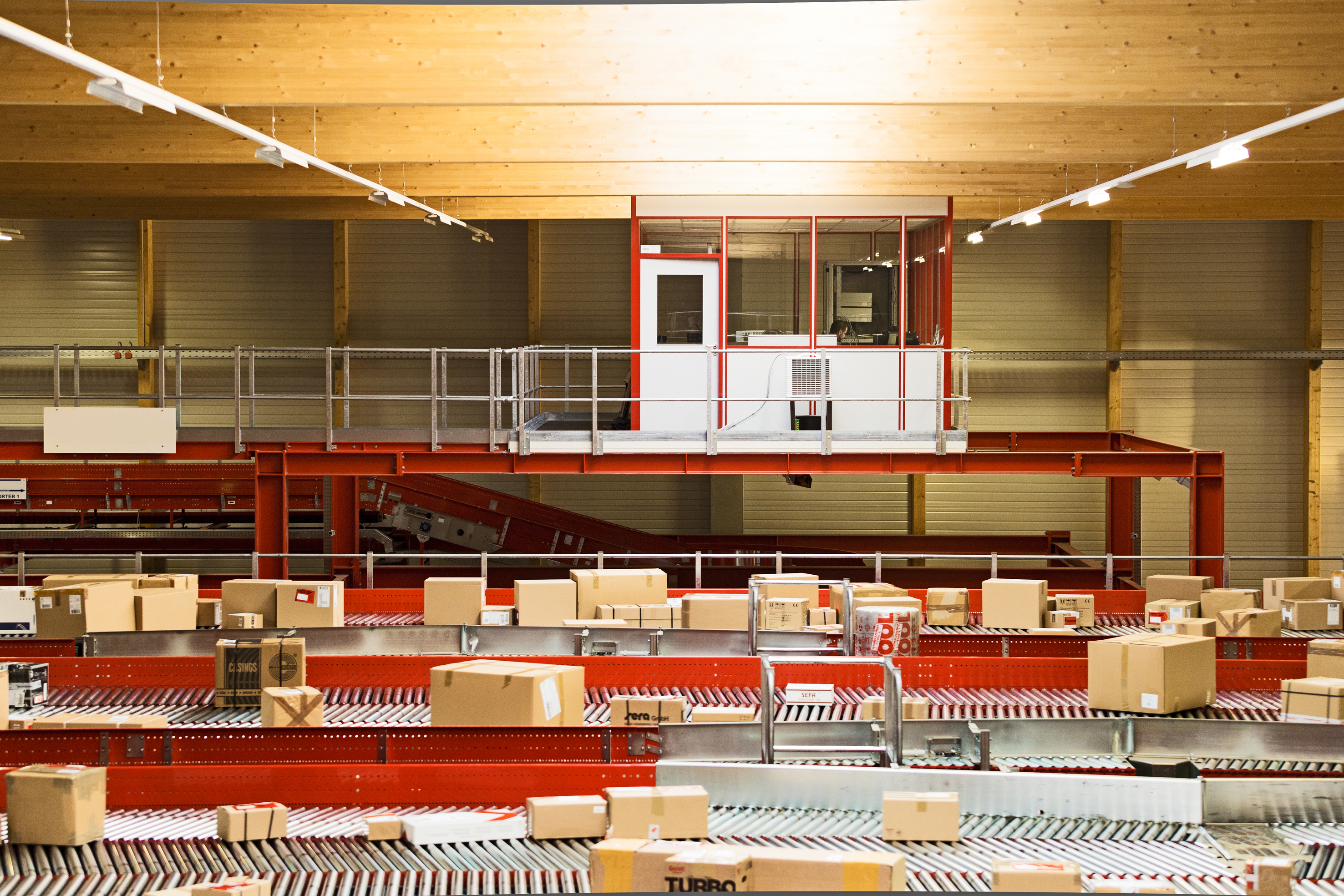
A DPD nürnbergi csomagelosztó központja

A DPDgroup (korábban Dynamic Parcel Distribution, azelőtt Deutscher Paketdienst) egy németországi csomagküldő szolgálat, amelyet 1976-ban alapítottak. A DPD világszerte mintegy 500 depóval van jelen 38 országban. A vállalat mintegy 15 000 gépjárművel rendelkezik, alkalmazottjainak száma 75 000-re tehető. 2017-ben naponta kb. 4,8 millió csomagot szállított. A cég székhelye Franciaországban, Issy-les-Moulineaux városában található.

## Története
A DPD-t 1976-ban alapította 18 nyugatnémet vállalat, például a Honold Logistik Gruppe (Neu-Ulm), Hellmann (Osnabrück), Zufall (Fulda), Streck (Freiburg), Cordes & Siomon (Hagen), TTF (Flensburg), Denkhaus (Koblenz) és a Zeitfracht (Berlin).
Célul tűzték ki a szállítás gyorsabbá és egyszerűbbé tételét. A következő években a fejlődés dinamikus volt, és Németország egyik legsikeresebb franchise-rendszerű cégévé vált.  Az alapítás évében még csak 1,4 millió csomagot szállítottak egy év alatt, 1980-ban már 7 millióra emelkedett ez a szám, és az évtized közepére már a legnagyobb német csomagküldő szolgálatává vált a DPD. Az első öt év alatt elért sikerekre alapozva a DPD megkezdte egész Európára kiterjedő hálózatának kiépítését Direct Parcel Distribution néven.
A DPD 2001-ben a francia posta, a La Poste leányvállalatának a Geopost AG társaság tulajdonába került. A tulajdonviszony változás után még intenzívebb fejlődés következett be, együttműködési szerződést kötöttek a Svéd Postával, illetve a francia Chronopost céggel, és tovább terjeszkedtek a kelet-európai régióban is.

## Tulajdonosi kör
A DPD tulajdonosi hányadának nagy része (83,32%) a GeoPost, a francia La Poste cég egyik leányvállalatának a kezében van. A cég neve 2007-ben változott Deutscher Paket Dienstről a Dynamic Parcel Distributionra, majd 2017-től lett DPDgroup.

## Szolgáltatásai
Alapvetően kétfajta termékük létezik, a Classic  és az Express kategória. Szinte a Föld összes országába vállalnak kézbesítést, és rendelőik nyomon követhetik a csomagok útját.

## Fordítás
- Ez a szócikk részben vagy egészben a Dynamic Parcel Distribution című német Wikipédia-szócikk ezen változatának fordításán alapul.  Az eredeti cikk szerkesztőit annak laptörténete sorolja fel. Ez a jelzés csupán a megfogalmazás eredetét és a szerzői jogokat jelzi, nem szolgál a cikkben szereplő információk forrásmegjelöléseként.